# NGC 93
NGC 93은 안드로메다자리 방향에 있는 나선 은하이다.